# CheyTac Intervention
De CheyTac Intervention is een Amerikaans sluipschuttersgeweer ontworpen door Randy Kobzeff en uitgebracht door Cheytac LLC. Het geweer is gebaseerd op de eerdere Windrunner van EDS Arms. Het is een grendelgeweer en heeft een magazijn voor 7 patronen (met uitzondering van de enkelschots-variant, die geen magazijn heeft).
Origineel was het geweer ontworpen voor de .408 Cheytac munitie, die volgens de fabrikant de ideale balans heeft tussen een zware maar stabiele kogel of een lichte maar onstabiele kogel. Deze kogel is speciaal ontworpen om minder beïnvloedbaar voor luchtweerstand te zijn. Volgens Cheytac zou het geweer nog doelen kunnen raken die meer dan 1800 meter van de schutter verwijderd zijn. De Cheytac houdt ook het wereldrecord voor precisieschieten van afstand, met drie kogels binnen een doel van 42 centimeter vanaf 2122 meter ver weg.
Later werd ook de .375 Cheytac munitie uitgebracht door Cheytac, die bedoeld was voor precisie op kortere afstanden. Deze kogel heeft minder terugslag dan de .408 Cheytac en ligt dichter bij de .338 Lapua Magnum. Overigens biedt Cheytac ook varianten van de Intervention aan gemaakt voor .300 WinMag, .338 Lapua Magnum, en .308 Winchester.
Het geweer zelf heeft ook enkele nieuwe innovaties. De mondingsrem van de Intervention is zo gemaakt dat gassen die van het geweer uitkomen zo afgevoerd worden dat ze het projectiel niet beïnvloeden op het moment dat deze de loop uitkomt.

## Bekendheid door spellen
De Intervention is voor het grote publiek vooral bekend geworden door de televisieshow Future Weapons op Discovery Channel, en door het spel Modern Warfare 2 waar het als een van de vier sluipschuttersgeweren in het spel beschikbaar is. (De SVD Dragunov niet meegerekend, deze is  wel beschikbaar in  de campaign.) Ook is het beschikbaar in Battlefield 4 als de SRR-61.